# Colli di Scandiano e di Canossa Pinot frizzante
Le Colli di Scandiano e di Canossa Pinot frizzante est un vin effervescent blanc de la région Émilie-Romagne doté d'une appellation DOC depuis le 20 septembre 1996. Seuls ont droit à la DOC les vins récoltés à l'intérieur de l'aire de production définie par le décret. 

## Aire de production
Les vignobles autorisés se situent en province de Reggio d'Émilie dans les communes de Albinea, Quattro Castella, Bibbiano, Montecchio, San Polo d'Enza, Canossa, Vezzano sul Crostolo, Viano, Scandiano, Castellarano et Casalgrande ainsi qu'en partie sur le territoire des communes Reggio d'Émilie, Casina, Sant'Ilario d'Enza et Cavriago.
Voir aussi les articles Colli di Scandiano e di Canossa Pinot spumante et Colli di Scandiano e di Canossa Pinot.

## Caractéristiques organoleptiques
- couleur : jaune paille plus ou moins intense avec des reflets verdâtres
- odeur : caractéristique, intense
- saveur : sec,  harmonique, frais, plein, velouté

Le Colli di Scandiano e di Canossa Pinot frizzante se déguste à une température de 8 à 10 °C et il se boit jeune.

## Production
Province, saison, volume en hectolitres :
- pas de données disponibles